# 奥斯瓦尔多·苏亚雷斯
胡安·奥斯瓦尔多·罗伯托·苏亚雷斯（西班牙語：Juan Osvaldo Roberto Suárez，1934年3月17日—2018年2月16日），出生于懷爾德，阿根廷男子长跑运动员。他曾在泛美运动会田径比赛中获得4枚金牌和2枚银牌。他也参加了1960年和1964年夏季奥运会。